# Harrisville (Utah)
Harrisville és una població dels Estats Units a l'estat de Utah. Segons el cens del 2000 tenia 3.645 habitants.

## Demografia
Segons el cens del 2000, Harrisville tenia 3.645 habitants, 1.010 habitatges, i 884 famílies. La densitat de població era de 521,2 habitants per km².
Dels 1.010 habitatges en un 58,5% hi vivien nens de menys de 18 anys, en un 77,5% hi vivien parelles casades, en un 7,4% dones solteres, i en un 12,4% no eren unitats familiars. En el 10,3% dels habitatges hi vivien persones soles el 3,3% de les quals corresponia a persones de 65 anys o més que vivien soles. El nombre mitjà de persones vivint en cada habitatge era de 3,61 i el nombre mitjà de persones que vivien en cada família era de 3,89.
Per edats la població es repartia de la següent manera: un 39,3% tenia menys de 18 anys, un 10,2% entre 18 i 24, un 30,5% entre 25 i 44, un 15,5% de 45 a 60 i un 4,5% 65 anys o més.
L'edat mediana era de 26 anys. Per cada 100 dones de 18 o més anys hi havia 100,9 homes.
La renda mediana per habitatge era de 51.289 $ i la renda mediana per família de 53.396 $. Els homes tenien una renda mediana de 38.287 $ mentre que les dones 29.239 $. La renda per capita de la població era de 16.293 $. Entorn del 2,6% de les famílies i el 3,6% de la població estaven per davall del llindar de pobresa.

## Poblacions més properes
El següent diagrama mostra les poblacions més properes.